# Begonia hoehneana
Espèce
Begonia hoehneana est une espèce de plantes de la famille des Begoniaceae. Ce bégonia est originaire du Brésil. L'espèce fait partie de la section Stellandrae. Elle a été décrite en 1953 par Edgar Irmscher (1887-1968). L'épithète spécifique hoehneana signifie « de Hoehne », en hommage au botaniste brésilien Frederico Carlos Hoehne (1882-1959).

## Description

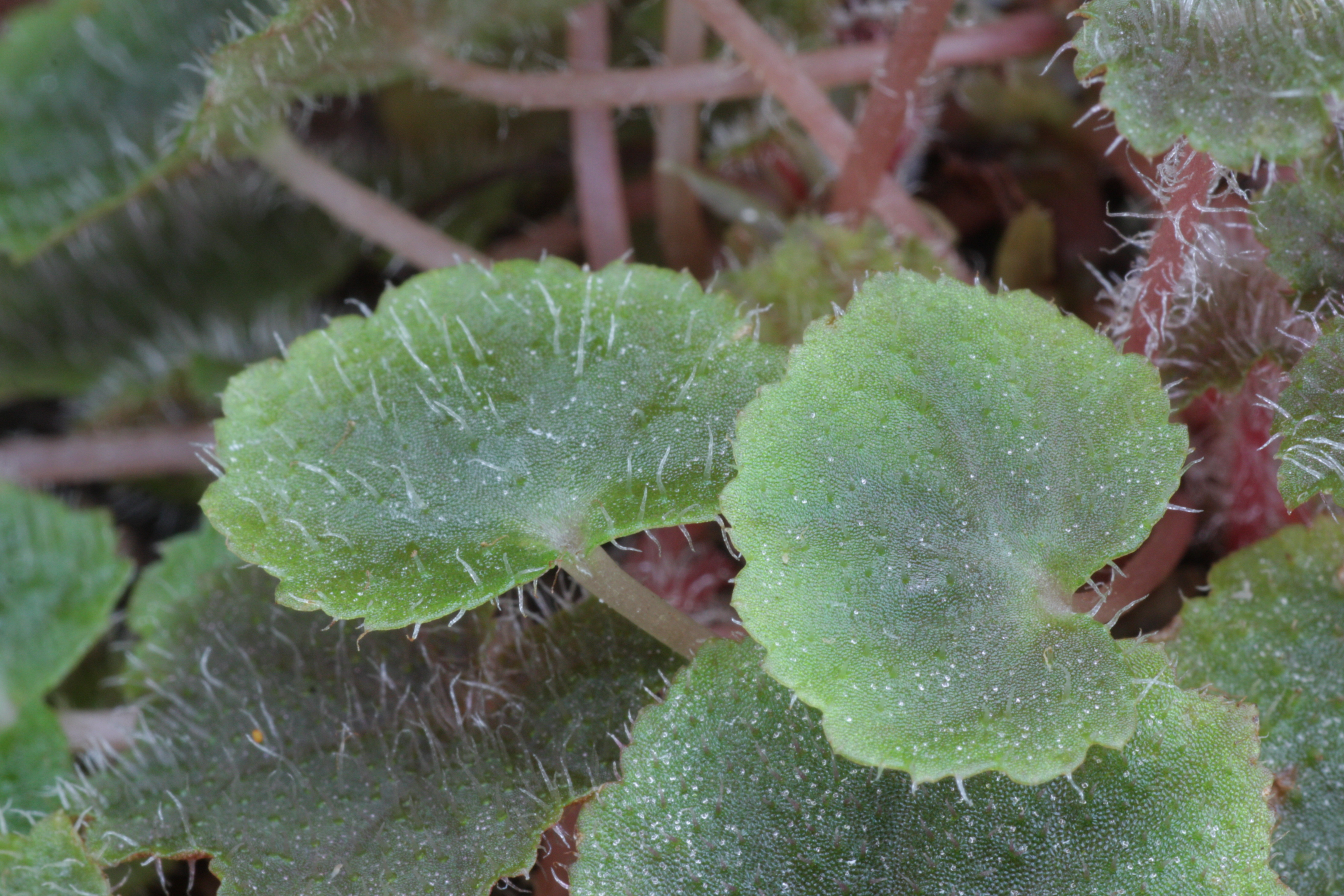
Feuillage
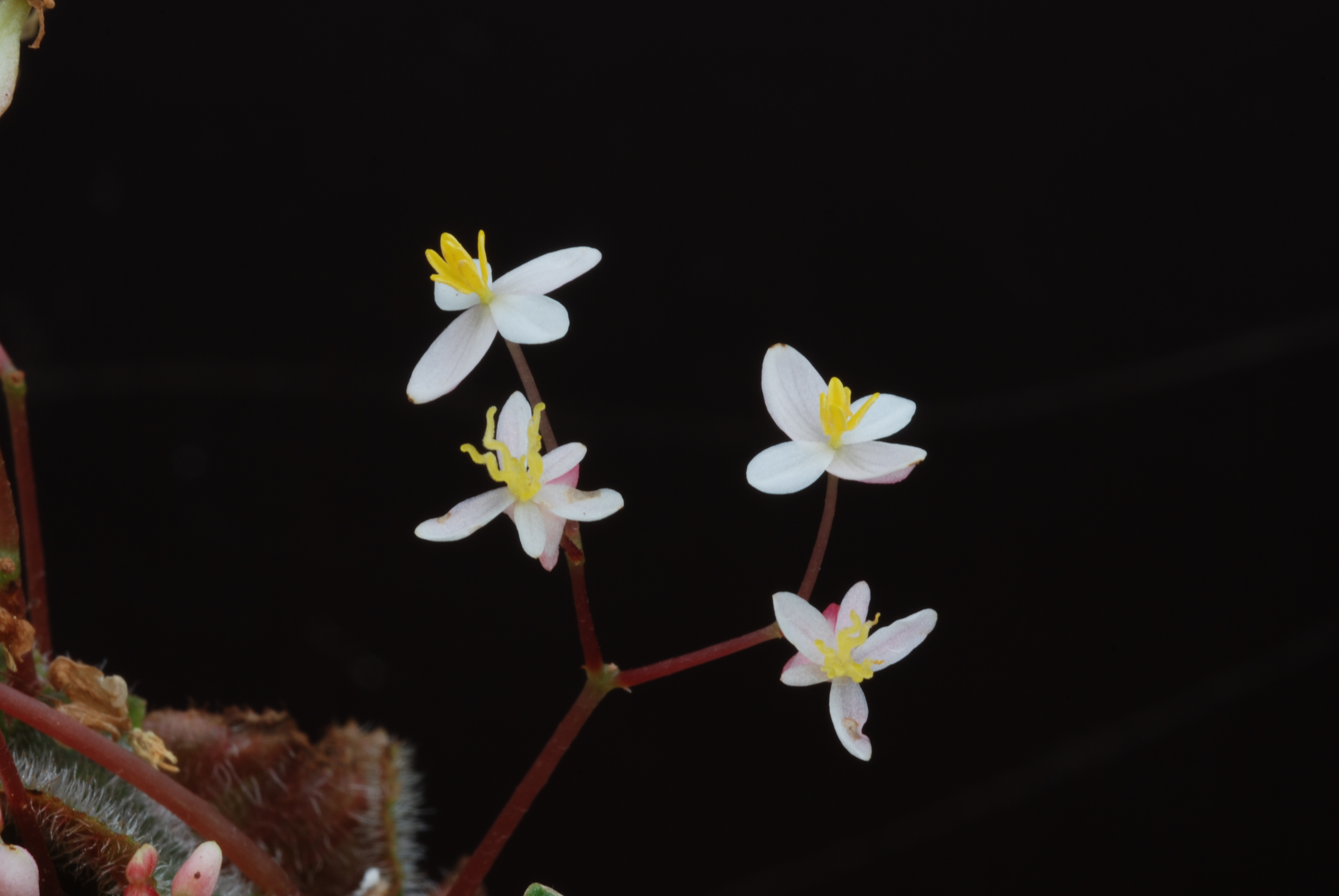
Fleurs mâles (haut) et femelles (bas)
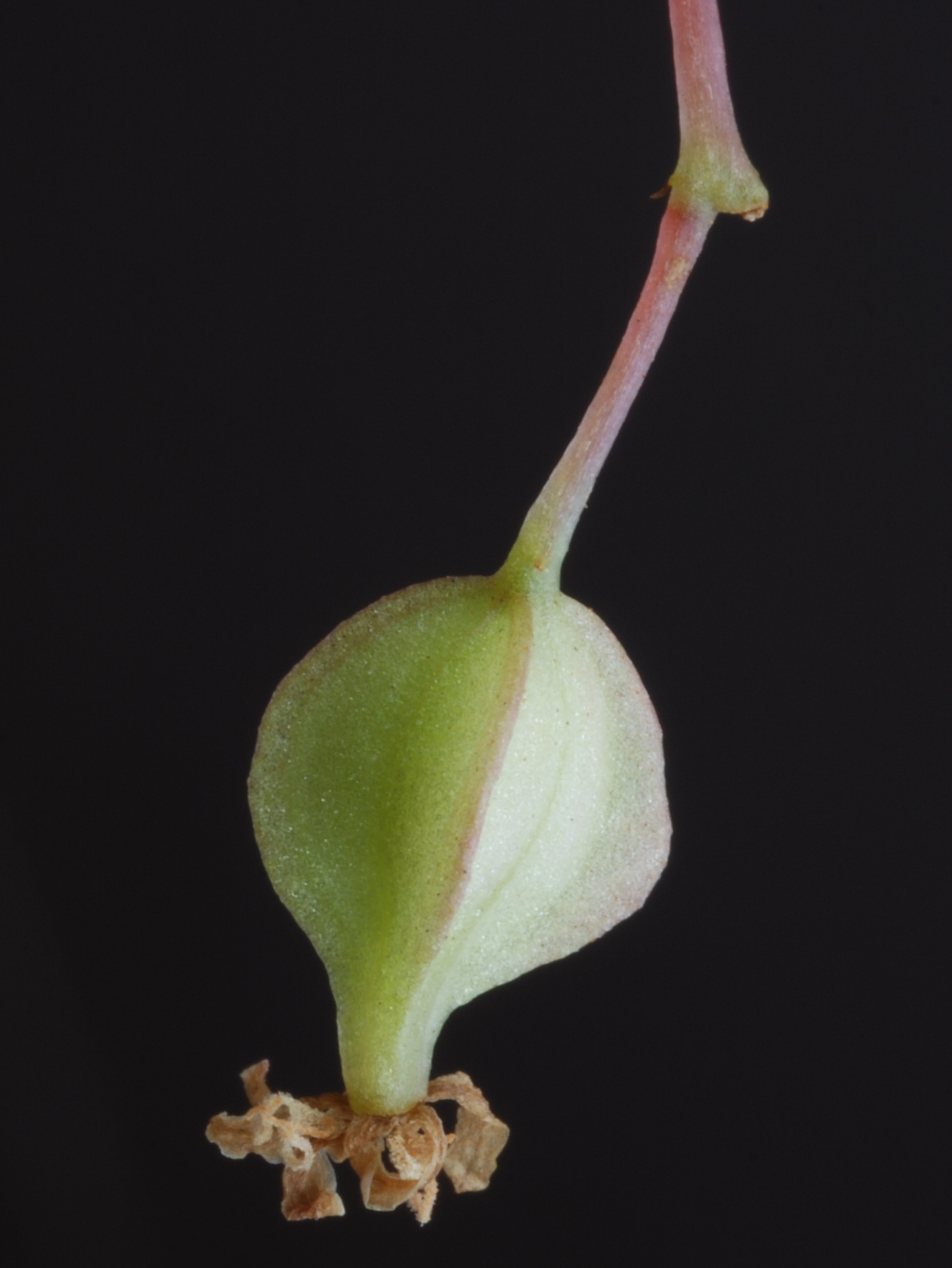
Fruit

## Répartition géographique
Cette espèce est originaire du pays suivant : Brésil.